# The Nut Job 2
The Nut Job 2 (Nederlands: De Notenkraak 2) is een Canadees-Zuid-Koreaans-Amerikaanse 3D-animatiefilm uit 2017 onder regie van Cal Brunker.

## Plot
Het eethuis van de eekhoorn Surly en zijn vrienden is ontploft. Hierop besluiten ze terug te gaan naar Liberty Park, hun vorige woonplaats. De burgemeester van Oakton City is echter al bezig om Liberty Park in Liberty Land te veranderen, een gigantisch pretpark, waarbij al het groen moet verdwijnen. De burgemeester probeert de eekhoorns uit het park te verdrijven. Surly en zijn vrienden zullen samen moeten werken om er een stokje voor te steken dat hun park wordt verwoest.

## Stemverdeling
| Personage                        | Originele stem       | Nederlandse stem      | Opmerkingen |
| -------------------------------- | -------------------- | --------------------- | --- |
| Surly                            | Will Arnett          | Jelle Amersfoort      | Een paarse eekhoorn die aanvankelijk een vijand was van de andere dieren in het park, maar nu wordt hij gezien als een held wegens het verslaan van Raccoon, de schurk uit de eerste film.                                                                      |
| Precious                         | Maya Rudolph         | Peggy Sandaal         | Een mopshond die ooit het huisdier was van bankrovers en nu hoort bij Surly en zijn vrienden. |
| Mr. Feng                         | Jackie Chan          | Sander de Heer        | Een witte muis met een eigen leger kungfu-vechters, hij spreekt met een Chinees accent. Vanwege zijn grootte haat hij het om 'schattig' genoemd te worden. |
| Andie                            | Katherine Heigl      | Marlies Bosmans       | Een vrouwelijke rode eekhoorn die ooit werkte voor Raccoon en momenteel de crush van Surly is. |
| Burgemeester Percival J. Muldoon | Bobby Moynihan       | Simon Zwiers          | De hebzuchtige en agressieve burgemeester van Oakton City. Hij is heel mollig en de enige andere persoon waar hij om geeft is zijn dochter. |
| Heather Muldoon                  | Isabela Moner        | Tara Hetharia         | De dochter van de burgemeester. Ze lijkt heel erg op haar vader: ze is heel mollig, agressief en geeft iedereen de schuld van alles, behalve haar vader en zichzelf.                                                                                            |
| Franky                           | Bobby Cannavale      | Joost Claes           | Het huisdier van Heather, een stoere buldog. Hij heeft een oogje op Precious, maar zij moet eerst niks van hem hebben. Later blijkt echter dat Precious ook verliefd is op Franky. Aan het eind van de film trouwen Franky en Precious en krijgen drie puppy's. |
| Mole                             | Jeff Dunham          | Johnny Kraaijkamp jr. | Een blauwe mol die in de eerste film voor Raccoon werkte, maar hier hoort bij Surly en zijn vrienden. |
| Jimmy                            | Gabriel Iglesias     | Seb van den Berg      | Een bosmarmot en de leider van 'De Beukers', een drietal bosmarmotten waar hij samen met zijn jongere broer en zus deel van uitmaakt. |
| Johnny                           | Sebastian Maniscalco | Daan van Rijssel      | Jimmy's jongere broer en de sterkste van 'De Beukers'. |
| Jamie                            | Kari Wahlgren        | Hymke de Vries        | De jongere zus van Jimmy en Johnny. |
| Gunther                          | Peter Stormare       | Thijs Steenkamp       | Een dierenverdelger die spreekt met een Zweeds accent. |